# Rissoina turricula
Rissoina turricula är en snäckart. Rissoina turricula ingår i släktet Rissoina och familjen Rissoidae. Inga underarter finns listade i Catalogue of Life.